# Kostas Tachtsis
Kostas Tachtsis (z gr. Κώστας Ταχτσής) (ur. 8 października 1927 w Salonikach; zm. ok. 25 sierpnia 1988 r. w Atenach) – grecki poeta, prozaik i tłumacz. Jego najbardziej znanym utworem jest powieść psychologiczna Obyś trzech mężów miała.

## Życiorys
Urodził się w Salonikach, ale w wieku 7 lat, po separacji rodziców, musiał przeprowadzić się do Aten, gdzie zamieszkał u babci. Rozpoczął naukę na wydziale prawa Uniwersytetu w Atenach, jednak porzucił studia.
W latach 1954–1964 podróżował po świecie – mieszkał w Australii, USA, Europie Zachodniej. Prowadził życie intensywne i pełne wrażeń, podejmując różne prace. Po powrocie do Grecji pracował jako przewodnik, tłumacz i pisarz.
27 sierpnia 1988 roku siostra Kostasa znalazła jego ciało w swoim domu – został uduszony. Nie udało się ustalić dokładnej daty zgonu, ani złapać mordercy.

## Homoseksualizm
Kostas nie krył się ze swoim homoseksualizmem, ani z tym, że przez jakiś czas zarabiał na życie prostytuując się jako transwestyta. 
Homoseksualny seks był również stale obecny w jego twórczości – raz jako siła napędowa, a kiedy indziej jako przekleństwo.
W latach 80. działał w środowiskach walczących o prawa mniejszości seksualnych. Publikował również w rewolucyjnym gejowskim piśmie „Το Κράξιμο”, wydawanym w Atenach w tym okresie.

## Twórczość

### Literatura
Kostas Tachtsis debiutował w 1950 roku tomikiem kilku wierszy. Jednak sławę przyniosły mu dopiero opowiadania i powieści, które wydał w latach późniejszych - po 1962. 
Pisał w konwencji neorealizmu, bazując na swoich bogatych doświadczeniach i obserwacjach z podróży. W prostych, czasami dosadnych słowach, odsłania złożoną mozaikę ludzkich przeżyć i emocji. Przedstawia walkę o przetrwanie z humorem, ale i bez przemilczeń, ze wszelkimi sprzecznościami, trudnościami, wdziękiem i pięknem.
Dużą rolę w jego twórczości odgrywa erotyka, zwłaszcza homoseksualizm – pisze o seksie bardzo dosadnie, zrywając wszelkie maski i nazywając rzeczy po imieniu. Czytelnikom jego książek jawi się świat, w którym każdy jest seksualnie dostępny lub nie – wszystko kręci się wokół seksu i prostych, niemal zwierzęcych instynktów.
Według Tachtsisa poszukiwanie seksualnej przyjemności oznacza przygodę, a ta jest siłą napędową i inspiracją w życiu, nadając mu sens.

### Kostas Tachtsis w filmie
W 1951 roku Kostas znalazł się w Stanach Zjednoczonych, gdzie pracował jako asystent reżysera.
Napisał również w 1983 roku scenariusz dokumentalnego filmu "Athina, epistrofi stin Akropoli", który wyreżyserował Theodoros Angelopoulos.